# Стил, Гарри
Гарри Дуайт Стил (англ. Harry Dwight Steel; 8 апреля 1899, Спарта (по другим сведениям Старк-Каунти, Огайо ), Огайо, США —  8 октября 1971, Лондон, Огайо, США) — американский борец-вольник, чемпион Олимпийских игр 

## Биография
Гарри Стил был просто крупным и физически сильным парнем, выросшим на ферме и мало тренировавшимся в борьбе. Он в 1918 году окончил школу McKinley High School в Кантоне, где он играл в американский футбол. В Университете Огайо он начал заниматься борьбой, но больших наград не завоевал, выиграв к 1924 году титул чемпиона Западной конференции и став третьим на национальном чемпионате. На Олимпиаду 1924 года он поехал будучи заменой другому борцу. Пока команда добиралась кораблём до Парижа, известный американский борец Робин Рид показал ему несколько приёмов, в частности обучив проходам в ноги, которые сам Рид часто и охотно применял, проводя их быстро и эффективно. Эти проходы, в сочетании с природной физической силой Гарри Стила, помогли ему в борьбе на олимпиаде. 
На Летних Олимпийских играх 1924 года в Париже боролся в весовой категории свыше 87 килограммов (тяжёлый вес). Турнир в вольной борьбе проводился по системе с выбыванием из борьбы за чемпионский титул после поражения, с дальнейшими схватками за второе и третье места. Схватка продолжалась 20 минут и если победитель не выявлялся в это время, назначался дополнительный 6-минутный раунд борьбы в партере. В категории боролись 11 спортсменов. 
| Круг          | Соперник        | Страна         | Результат | Основание | Время схватки |
| ------------- | --------------- | -------------- | --------- | --------- | ------------- |
| 1             | -               | -              | -         | -         | -             |
| Четвертьфинал | Арчи МакДональд | Великобритания | Победа    | Туше      | -             |
| Полуфинал     | Анри Вернли     | Швейцария      | Победа    | По очкам  | -             |
| Финал         | Эрнст Нильссон  | Швеция         | Победа    | По очкам  | -             |

Гарри Стил введён в национальный Зал славы борьбы. 